# 惠州市实验中学

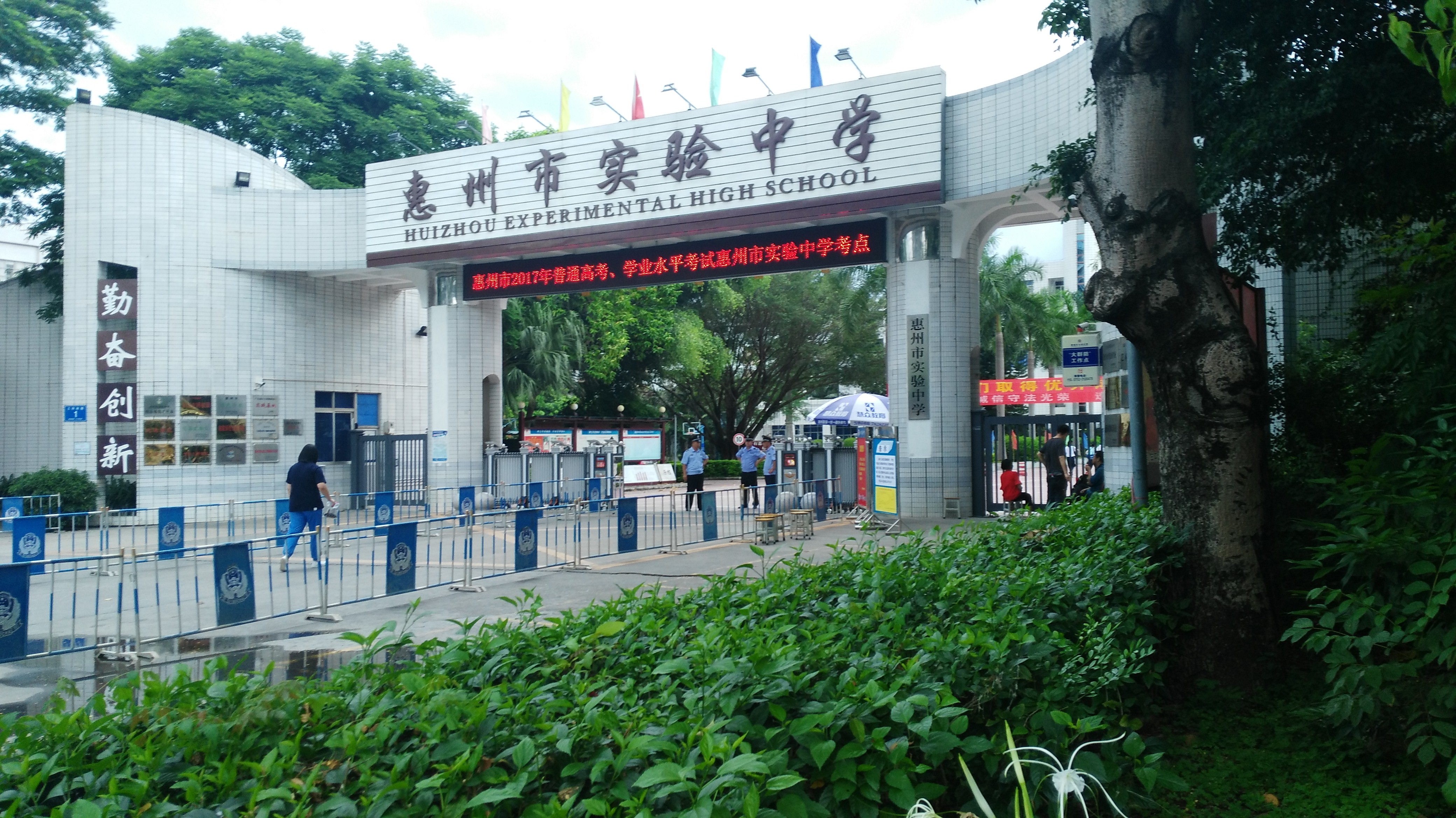
位于三环南路的学校正门

惠州市实验中学，是位于中华人民共和国广东省惠州市的一所普通高级中学。

## 概述
学校前身是1974年创建的惠州师范学校，2000年4月，改制为高中，最初命名为惠州市高级中学。2002年6月，更名为惠州实验中学。
2011年，该校教师发展中心陈晶华主任升任惠州市第一中学副校长，由毕海静担任教师发展中心主任；2012年，该校校长邓凡用同志升任惠州市教育局副局长，原惠州市教育局德育科科长黄津海担任惠州市实验中学校长。2012年该校在惠州市惠城区的高一新生录取分数线为590多分。

## 发展（页面存档备份，存于）
- 2003年成为惠州市一级学校
- 2006年成为广东省一级学校
- 2008年被评为广东省普通高中教学水平优秀学校。
- 设有惠州市中小学心理健康教育指导中心